# Betty Boo
Betty Boo, pseudonimo di Alison Moira Clarkson (Londra, 6 marzo 1970), è una cantautrice britannica, vincitrice di un BRIT Award come "Rivelazione britannica" nel 1991..
Di origini scozzesi e malaysiane, era considerata già ai tempi del liceo una sorta di Betty Boop in carne e ossa: da qui la scelta del nome d'arte, con eliminazione della lettera finale.

## Biografia
È nata nel quartiere londinese Kensington. Lasciati definitivamente i propositi di affermarsi nell'ingegneria del suono, ha esordito nel mondo della musica sul finire degli anni ottanta come cantante per varie formazioni rap, tra cui i The Beatmasters. A seguito dei giudizi positivi espressi dai critici per la sua voce nel fortunato singolo di questo gruppo Hey DJ / I Can't Dance (To That Music You're Playing) ha avviato una carriera da solista. Boomania, il suo album d'esordio uscito nel 1990 per l'etichetta discografica Rhythm King, ha ottenuto un grande successo grazie ai tre singoli Doin ' the Do, Where Are You Baby e 24 Hours, con ottimi piazzamenti nella classifica musicale del Regno Unito e in quelle di diversi altri Paesi. In particolar modo, l'album ha raggiunto la quarta posizione della Official Albums Chart entrando in classifica anche nei Paesi Bassi e in Nuova Zelanda. Il successo ottenuto è stato tale da portarla alla vittoria di un BRIT Award nel 1991 nella categoria "Rivelazione britannica".
Col suo secondo lavoro, GRRR! It's Betty Boo, pubblicato nel 1992 dalla WEA, l'artista non ha bissato il successo del precedente album né in patria né all'estero, raggiungendo appena la posizione numero 62 nel Regno Unito. Nello stesso periodo, a causa della malattia terminale della madre, Betty Boo ha interrotto la propria carriera, riaffacciandosi sulla scena musicale solo alla fine degli anni novanta come autrice di brani per numerosi colleghi, tra cui Dannii Minogue e i gruppi musicali Hear'Say e Girls Aloud.
Nel 1999 ha pubblicato una raccolta, Doin' the Do: The Best of Betty Boo.
Nel 2006 la cantante ha formato il duo WigWam con Alex James, il bassista dei Blur, ed è stato così realizzato il singolo Wigwam. L'insuccesso di questo lavoro l'ha spinta alla rottura col partner artistico, e nel 2007 ella ha realizzato un singolo, Take Off, in collaborazione con Jack Rokka, ma anche stavolta le vendite sono risultate deludenti. Altri singoli sono usciti nel 2022 insieme al terzo album di inediti, Boomerang, pubblicato a trent'anni di distanza dal precedente, che ha raggiunto la posizione numero 45 nella classifica inglese.

## Discografia

### Album in studio
- 1990 - Boomania (Rhythm King)
- 1992 - GRRR! It's Betty Boo (WEA International)
- 2022 - Boomerang (Betty Boo Records)

### Raccolte
- 1999 - Doin' the Do: The Best of Betty Boo (BMG/Camden)

### Singoli
- 1990 - Doin' the Do
- 1990 - Where Are You Baby?
- 1990 - 24 Hours
- 1992 - Let Me Take You There
- 1992 - I'm on My Way
- 1992 - Thing Goin' On
- 1993 - Hangover
- 1993 - Catch Me
- 2007 - Take Off (Jack Rokka vs Betty Boo)
- 2022 - Get Me to the Weekend
- 2022 - Shining Star
- 2022 - Boomerang
- 2022 - Right by Your Side (feat. David Gray)
- 2022 - Miracle (feat. Chuck D)

Come artista ospite
- 1989 - Hey DJ / I Can't Dance (To the Music You're Playing) (The Beatmasters feat. Betty Boo)

## Videografia
- 1990 - Boomania - The Boomin Vids

## Premi e riconoscimenti
- BRIT Award
  - 1991 - nella categoria "Rivelazione britannica".[2]
- NME Awards
  - 1990 - nella categoria "Object of Desire"[13]

Candidature
- BRIT Award
  - 1991 - candidatura al BRIT Award alla miglior artista solista femminile britannica[14]